# Hoa hậu Thế giới 1968

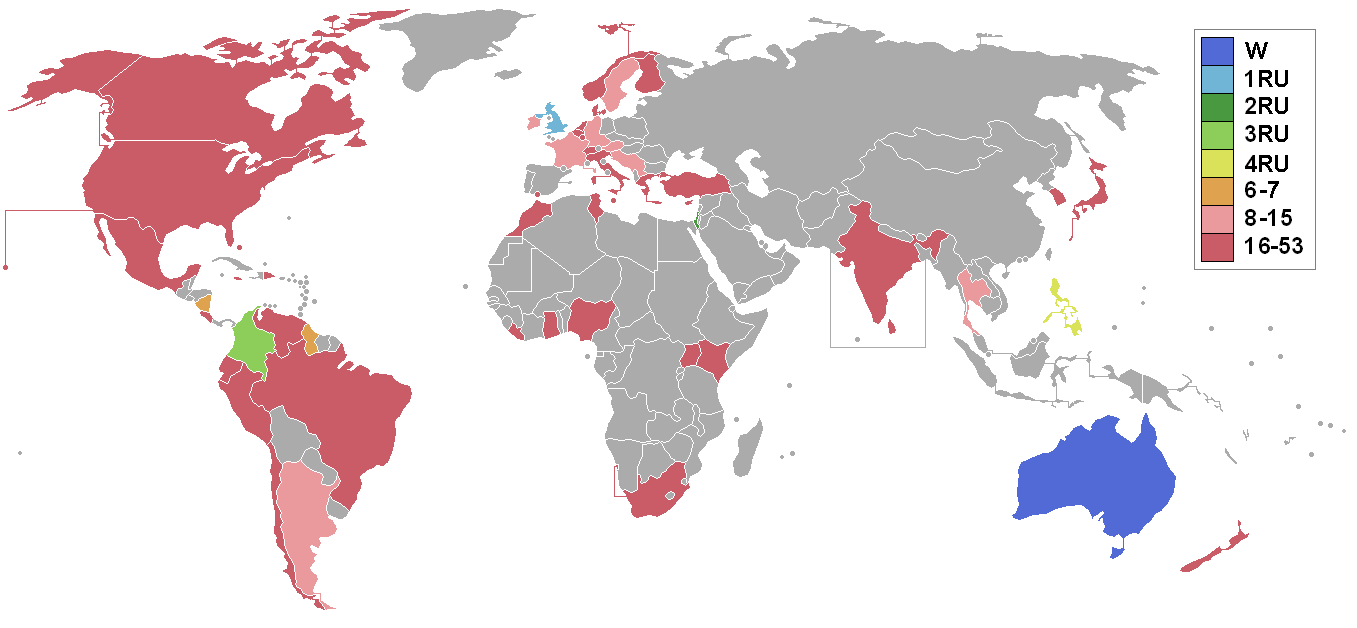
Countries and territories which sent delegates and results.

Hoa hậu Thế giới 1968, là cuộc thi Hoa hậu Thế giới lần thứ 18 được tổ chức tại nhà hát Lyceum, Luân Đôn, Vương quốc Anh ngày 14 tháng 11 năm 1968. 53 thí sinh đã tham gia cuộc tranh tài giành vương miện. Cuối cùng, Madeline Hartog-Bel của Peru đã trao lại vương miện cho Penelope Plummer của Úc.

## Kết quả

### Thứ hạng
| Kết quả               | Thí sinh |
| --------------------- | --- |
| Hoa hậu Thế giới 1968 | - Úc – Penelope Plummer |
| Á hậu 1               | - Vương quốc Anh – Kathleen Winstanley |
| Á hậu 2               | - Israel – Miri Zamir |
| Á hậu 3               | - Colombia – Beatriz Sierra González |
| Á hậu 4               | - Philippines – Arene Cecilia Amabuyok |
| Top 7                 | - Guyana – Adrienne Harris - Nicaragua – Margine Davidson Morales |
| Top 15                | - Argentina – Viviana Roldán - Áo – Brigitte Krüger - Pháp – Nelly Gallerne - Tây Đức – Margot Schmalzriedt - Ireland – June MacMahon - Thụy Điển – Gunilla Friden - Thái Lan – Pinnarut Tananchai - Nam Tư – Ivona Puhlera |

## Thí sinh
| - Argentina - Viviana Roldan - Úc - Penelope Plummer - Áo - Brigitte Krüger - Bahamas - Rose Helena Dauchot - Bỉ - Sonja Doumen - Brazil - Angela Carmelia Stecca - Canada - Nancy Wilson - Ceylon - Nilanthie Wijesinghe - Chile - Carmen Smith - Colombia - Beatriz Sierra Gonzalez - Costa Rica - Patricia Diers - Síp - Diana Dimitropoulou - Đan Mạch - Yet Schaufuss - Cộng hòa Dominica - Ingrid García - Ecuador - Marcia Virginia Ramos Christiansen - Phần Lan - Leena Sipilä - Pháp - Nelly Gallerne - Đức - Margot Schmalzriedt - Ghana - Lovell Rosebud Wordie - Gibraltar - Sandra Sanguinetti - Hy Lạp- Lia Malta - Guyana - Adrienne Harris - Hà Lan - Alida Grootenboer - Ấn Độ - Jane Coelho - Ireland - June MacMahon - Israel - Miri Zamir - Ý - Maria Pia Gianporcaro | - Jamaica - Karlene Waddell - Nhật Bản - Ryoko Miyoshi - Kenya - Josephine Moikobu - Hàn Quốc - Lee Ji-eun - Liberia - Wilhelmina Nadieh Brownell - Luxembourg - Irene Siedler - Malta - Ursulina (Lina) Grech - México - Ana Maria Magaña - Maroc - Zakia Chamouch - New Zealand - Christine Mary Antunovic - Nicaragua - Margine Davidson Morales - Nigeria - Foluke Ogundipe - Na Uy - Hedda Lie - Peru - Ana Rosa Berninzon Devéscovi - Philippines - Arene Cecilia Amabuyok - Nam Phi - Mitsianna Stander † - Thụy Điển - Gunilla Friden - Thụy Sĩ - Jeanette Biffiger - Thái Lan - Pinnarut Tananchai - Tunisia - Zohra Boufaden - Thổ Nhĩ Kỳ - Mine Kurkcuoglu - Uganda - Joy Lehai - Vương quốc Anh - Kathleen Winstanley - Hoa Kỳ - Johnine Leigh Avery - Venezuela - Cherry Nuñez Rodriguez - Nam Tư - Ivona Puhlera |